# 吳靜鈺
吳靜鈺（1987年2月1日—）是中國女子跆拳道運動員，出生於江西景德鎮，籍贯江苏苏州，是2008年北京奧運和2012年伦敦奥运女子49公斤级金牌得主。

## 生涯
吳靜鈺於1999年時在景德鎮參與跆拳道動運訓練，教練為龔循謙。2001年，她入選江西隊，王志杰為她的教練。3年後，她晉升至國家青年隊，教練魯凡。2004年，她被提拔至國家一隊，盧秀棟與陳立人是她現時的教練。
在吳靜鈺成為國家一隊成員的那一年，她先後在全國錦標賽以及世界青年錦標賽中47公斤級小項的冠軍。而於全國錦標賽中，她更以9分的距離擊敗對手；世界青年錦標賽冠軍更是中國歷來首個於該賽事的錦標。5個月後，她又贏得美國公開賽的第一。然而，她在2003年時，已經代為南昌摘下一面金牌。
2005年8月，吳靜鈺於土耳其舉行的世界大學生運動會以1分險勝中华台北對手，為中國增添一面金牌。翌年，她不敵泰國對手，於亞洲錦標賽中取得亞軍，隨後的世界杯的決賽中，她再次敗於該對手而得第二。
2006年多哈亞運會，在跆拳道女子47公斤級決賽當中以總比分2:1戰勝了中华台北名将杨淑君，奪得她個人的第一面亞運金牌。
2007年4月，吳靜鈺於全國錦標賽第二度成為冠軍得主。1個月後，吳成為北京世界錦標賽的冠軍，當時她於47公斤級小項決賽中，第三度遇上雅典奧運的銅牌得主，並以7:0擊敗對手，奪得金牌。
2008年8月20日，吳靜鈺於北京奧運會女子49公斤級別的決賽中，戰勝泰國選手後奪得冠軍，並完成了個人的大滿貫。
2008年吳靜鈺於洛陽亞洲跆拳道錦標賽中敗給中華台北的選手楊淑君,奪得銀牌.
2009年10月，吳靜鈺赴丹麥首都哥本哈根，參加第十九屆世界跆拳道錦標賽。由於她的發揮不如強勁的歐洲選手，從而止步於半決賽，與另一位法國選手並列銅牌。
2010年5月，在哈薩克斯坦首都阿斯塔納舉辦的亞洲跆拳道錦標賽中，吳靜鈺戰勝日本的笠原江梨香、泰國的差那提普·颂坎、以及中华台北的楊淑君等多位選手，獲得2010年度亞洲錦標賽女子49公斤級別的冠軍。
2010年11月，吳靜鈺在廣州亞運女子跆拳道49公斤級的比賽中，與日本選手笠原江梨香再次在決賽局相遇，並且以13:1的懸殊比分獲勝，再次衛冕奪得亞運金牌。
2011年，获得韩国跆拳道世锦赛49公斤级冠军。同年，获得全国跆拳道冠军赛53公斤级冠军。
2012年3月，获得德国跆拳道公开赛女子53公斤级夺得金牌。
2012年8月8日，在伦敦奥运会跆拳道女子49公斤级决赛中，吴静钰以8:1战胜西班牙名将亚古恩里克，成功蝉联该项目冠军，夺得個人生涯第8枚大賽金牌。
2016年8月17日，吳靜鈺以世界排名第一作為頭號種子出賽里約奧運跆拳道49公斤賽事，在8強賽不敵塞爾維亞選手蒂亞娜·波格丹諾維奇而進入敗部復活賽，隨後敗給亞塞拜然選手帕季玛特·阿巴卡罗娃，第七名作收。

## 外部連結
- 吴静钰全球个人官方网站